# Інгер Альфвен
Інгер Альфвен (швед. Inger Alfvén; 24 лютого 1940, Стокгольм — 26 липня 2022, там само) — шведська письменниця, феміністка. Дочка Керстін і Ганнеса Альфвена, також пов'язана з Гюго Альфвеном.

## Життя
У 1964 році закінчила навчання у Соціомексамен, працювала кураторкою і помічницею у справах дітей. Пізніше працювала репетиторкою літературного дизайну в Гетеборзькому університеті.
Альфвен — одна з найбільш читаних і успішних письменниць Швеції. Її книги описують екзистенційні та моральні конфлікти, такі як заздалегідь визначені ролі чоловіків і жінок, любов, дружба на все життя та самотність. Її популярність розпочалася 1977 року з роману « Dotter till en dotter» (німецька: дочка дочки).
У 2002 році Альфвен дебютувала як драматургиня п'єсою Гниль Регнбоген (нім.: Der Ursprung des Regenbogens), де йдеться про життя та розвиток трьох сестер в останні десятиліття 20-го століття.
Померла 26 липня 2022 року у Стокгольмі в 82-річному віці.

## Твори
- Vinbergssnäckan, 1964
- Приклад Тузенталів, 1969
- Лена-Белл, 1971р
- Чоловіки, 1972
- Міські патрулі, 1976 рік
- Жовток до крапки, 1977 рік
- s / y Glädjen, 1979
- Арведелен, 1981 рік
- Ur kackerlackors levnad, 1984
- Lyckans galosch, 1986
- Театр Джудітс, 1989
- Як черепашки на пляжі (швед Elefantens öga), 1992, ISBN 3-822-50278-2
- Kvinnornas svarta bok, 1992
- Sex kvinnors lusta, 1992
- Чотири дочки (швед En moder har fyra döttrar), 1994, ISBN 3-442-72861-4
- Berget dit fjärilarna flyger för att dö, 1997
- När jag tänker på pengar, 1998
- Det blå skåpet, 1999
- Någon kom i båten, 2002
- Широке море (швед Livets vatten), 2004, ISBN 3-442-72994-7
- Mandelkärnan, 2006
- När förnuftet sover, 2009

## Призи та нагороди
- Премія Signe Ekblad Eldhs 2001
- Виключна ціна Samfounded De Nios

## Вебпосилання
- Бібліографія. Інгер Альфвен // Німецька національна бібліотека
- Inger Alfvén на
- Альберт Бонньє Верлаг [Архівовано 21 серпня 2010 у Wayback Machine.] (шведський), доступ 11. Жовтень 2010 року